# Альбрехт, Конрад
Ко́нрад А́льбрехт (нем. Conrad Albrecht; 7 октября 1880, Бремен — 18 августа 1969, Гамбург), немецкий военно-морской деятель, генерал-адмирал (1 апреля 1939 года).

## Биография
10 апреля 1899 года поступил в Кайзерлихмарине кадетом. Окончил военно-морское училище со специальным курсом (1901). 27 сентября 1902 года произведен в лейтенанты. Служил на различных надводных кораблях.
С 1 октября 1905 года — в дивизии миноносцев, с 1909 года командир миноносца.

### Первая мировая война
Участник 1-й мировой войны. С 1 сентября 1914 года командир 1-й торпедной полуфлотилии. 12 октября 1916 года получил звание корветтен-капитана. С 16 января 1917 года — флотилии эскадренных миноносцев «Фландрия».
За боевые отличия награждён Железным крестом 1-го и 2-го класса и Рыцарским крестом ордена Дома Гогенцоллернов. С 1 ноября 1918 года — офицер Адмирал-штаба (затем офицер для поручений) на морской станции «Остзее».

### Межвоенная Служба
С 13 марта 1920 года командир 1-й флотилии миноносцев «Остзее», с 10 сентября 1920 года — 1-й флотилии миноносцев.
С 23 марта 1923 года — комендант военно-морского арсенала в Киле. 12 сентября 1925 года назначен начальником штаба военно-морской станции «Остзее». 1 октября 1928 года переведен в Берлин на пост офицера для поручений при начальнике Морского управления.
С 1 декабря 1928 года — руководитель Отдела офицерских кадров Морского управления. 1 апреля 1930 года получает звание контр-адмирала.
29 сентября 1930 года назначен командующим разведывательными силами флота. С 1 октября 1932 возглавлял военно-морскую станцию «Остзее» — одно из крупнейших на то время соединений ВМС. С 4 июля 1935 года — командующий адмирал военно-морской станции «Остзее».
1 ноября 1938 года сдал командование и назначен командующим более крупного соединения — группы ВМС «Восток».

### Вторая мировая война
Руководил действиями ВМФ во время Польской кампании. 30 октября 1939 года смещен с поста командующего группой, к тому времени переформированной в группу ВМС «Север», и зачислен в распоряжение ОКМ.
31 декабря 1939 года уволен в отставку.

## Награды
- Орден Святого Олафа рыцарский крест 1-го класса (Королевство Норвегия)
- Орден Спасителя офицерский крест в золоте (Королевство Греция)
- Орден Короны Италии офицерский крест (Королевство Италия)
- Орден Красного орла 4-го класса (Королевство Пруссия)
- Железный крест (1914) 2-го и 1-го класса (Королевство Пруссия)
- Королевский орден Дома Гогенцоллернов рыцарский крест с мечами (Королевство Пруссия)
- Крест за выслугу лет[нем.] (Королевство Пруссия)
- Крест Фридриха Августа 2-го и 1-го класса (Великое герцогство Ольденбург)
- Ганзейский крест Бремена
- Медаль «За выслугу лет в вермахте» 4-го, 3-го, 2-го и 1-го класса